# Heinrich Husmann
Heinrich Husmann (ur. 16 grudnia 1908 w Kolonii, zm. 8 listopada 1983 w Brukseli) – niemiecki muzykolog.

## Życiorys
W młodości uczył się gry na fortepianie i skrzypcach. Od 1927 roku studiował na uniwersytecie w Getyndze u Friedricha Ludwiga, następnie od 1930 roku na Uniwersytecie Berlińskim u Johannesa Wolfa, Arnolda Scheringa, Friedricha Blumego oraz Ericha Moritza von Hornbostla. Studiował ponadto matematykę, psychologię, filozofię oraz filologię francuską i łacinę średniowieczną. W 1932 roku uzyskał tytuł doktora na podstawie dysertacji Die dreistimmigen Organa der Notre-Dame-Schule. W 1933 roku został zatrudniony jako asystent na uniwersytecie w Lipsku, gdzie w 1939 roku obronił habilitację. Opiekował się kolekcją instrumentów muzycznych w Grassi-Museum i Collegium Musicum. Powołany do wojska podczas II wojny światowej, odbył służbę w latach 1941–1943. Po demobilizacji w 1944 roku wrócił do Lipska, gdzie został tymczasowym kierownikiem instytutu muzykologii. W 1948 roku uzyskał drugą habilitację na uniwersytecie w Hamburgu. Od 1949 roku był wykładowcą tej uczelni i kierownikiem jej instytutu muzykologii, w 1958 roku otrzymał tytuł profesora. W 1960 roku przeniósł się na uniwersytet w Getyndze, gdzie kierował seminarium muzykologicznym, rozbudowanym przez niego o działy psychologii dźwięku i etnomuzykologii oraz kolekcję instrumentów muzycznych. Wykładał gościnnie na Princeton University (1962, 1966) i University of Wisconsin (1967–1968). Po przejściu na emeryturę w 1977 roku pozostał czynny zawodowo, zmarł na atak serca podczas pracy w Bibliotece Królewskiej Belgii w Brukseli.
W swojej pracy naukowej zajmował się historią muzyki w średniowieczu oraz muzykologią systematyczną i porównawczą. Opublikował wiele prac, m.in. Fünf- und siebenstellige Centstafeln zur Berechnung musikalischer Intervalle (Lejda 1951), Vom Wesen der Konsonanz (Heidelberg 1953), Einführung in die Musikwissenschaft (Heidelberg 1958) i Grundlagen der antiken und orientalischen Musikkultur (Berlin 1961). Einführung in die Musikwissenschaft ukazało się w 1968 roku w tłumaczeniu polskim pt. Wstęp do muzykologii.